# ورمس
شهر ورمس (به آلمانی: Worms) در جنوب شرقی ایالت راینلاند-فالتس در کشور آلمان در ساحل رودخانهٔ راین واقع شده‌است. ورمز که توسط اقوام سلت بنا نهاده شده در آلمان بر سر تصاحب عنوان قدیمی‌ترین شهر آلمان با شهرهای آوگسبورگ، تری‌یر وکمپتن ایم آلتگاو رقابت می‌کند. ورمز همچنین نمایندهٔ آلمان در کارگروه قدیمی‌ترین شهرهای اروپا می‌باشد.
شهر ورمس یکی از شهر هاییست که نامش در اشعار حماسی باستانی (به آلمانی: Nibelungenlied) آلمانی برده شده از این رو ورمس یکی چند شهریست که لقب «نیبلونگنشتات» (به آلمانی: Nibelungenstadt) یا «شهر نیبلونگن» را دارد. این شهر همچنین یک «لوترشتات» (به آلمانی: Lutherstadt) نیز هست. این عنوان به شهری اطلاق می‌شود که مارتین لوتر، رفورمر مشهور آلمانی در آن‌ها زندگی کرد و رفورم گستردهٔ خود را آغاز نموده. همچنین کلیسای جامع شهر ورمس که نماد این شهر نیز هست یکی از سه کلیسای جامع اصلی امپراتوری مقدس روم می‌باشد که در سبک رمانسک ساخته شده. این کلیسا یکی از سه کلیساییست که قیصرهای آلمان در آن‌ها تاجگذاری می‌نموده. ورمس (به عبری: ווירמייזא) همچنین یکی از مراکز فرهنگی یهودیان اشکنازی در آلمان بود.